# خط رامال
خط رامال (اسپانیایی: Ramal‎) یا خط شاخه یک خط کوچک و شاخه‌ای در متروی مادرید است که در سال ۱۹۲۵ تأسیس شده و دارای ۲ ایستگاه و ۱٬۱ کیلومتر طول است. خط رامال ایستگاه پرینسیپه پیو در خط ۶ و ۱۰ را به ایستگاه اپرا در خط ۲ و ۵ متصل میکند.